# سيرخيو باتيستا

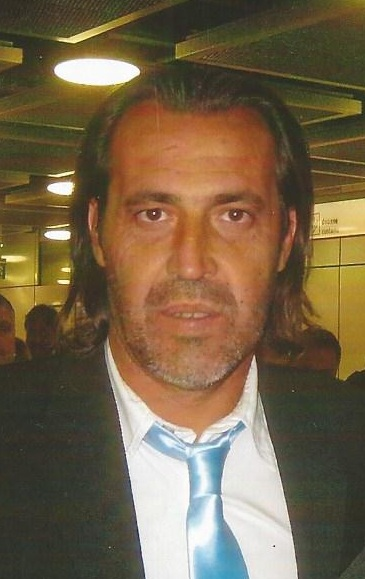
سيرخيو باتيستا

سيرخيو باتيستا (بالإسبانية: Sergio Batista)‏ لاعب كرة قدم أرجنتيني في مركز قلب الدفاع ولد عام 1962 في سانتا في - الأرجنتين.
لعب لأندية فيليز سارسفيلد - نيولز أولد بويز - كالياري الإيطالي - سان لورنزو - إندبندينتي بيونس أيرس
اعتزل عام 1992 وبعد اعتزاله توجه للتدريب وخاصة ناديه الأم فيليز سارسفيلد كما تسلم تدريب منتخب بلاده في تصفيات مونديال البرازيل 2014 قبل أن تتم إقالته في منتصف المشوار لسوء النتائج ويتم تعيين أليخاندرو سابيلا لقيادة جوقة التانغو

## روابط خارجية
- سيرخيو باتيستا على موقع الاتحاد الدولي (مؤرشف)  (الإنجليزية)
- سيرخيو باتيستا على موقع الاتحاد الأوربي (الإنجليزية)
- سيرخيو باتيستا على موقع قاعدة بيانات كرة القدم.إي يو (الإنجليزية)
- سيرخيو باتيستا على موقع ناشيونال فوتبول تيمز (الإنجليزية)
- سيرخيو باتيستا على موقع عالم كرة القدم.نت (الإنجليزية)
- سيرخيو باتيستا على موقع كووورة
- سيرخيو باتيستا على موقع أوليمبيديا (الإنجليزية)